# Хасанбегович, Златко
Златко Хасанбегович (хорв. Zlatko Hasanbegović; р. 14 июня 1973, Загреб, Хорватия) — хорватский историк, министр культуры Хорватии в правоцентристском правительстве Тихомира Орешковича.

## Ранние годы и образование
Родился 14 июня 1973 года в Загребе. Его дед Сабриян Прохич был богатым торговцем из Грачанице, что в соседней Боснии и Герцеговине, который в 1942 году переехал в столицу Хорватии Загреб. Прохич имел много собственности на улицах Илица и Франкопанская, а также в столичных районах Сребрняк и Пантовчак. К Прохичу плохо отнеслись как усташи, так и югославские партизаны. В 1946 году коммунистический режим приговорил Сабрияна Прохича к смертной казни.
В Загребе Хасанбегович окончил начальную школу и гимназию, после чего поступил на факультет гуманитарных и социальных наук Загребского университета, где получил диплом историка. На этом же факультете в 2009 году защитил докторскую диссертацию по истории под научным руководством Иво Голдштайна.

## Трудовая деятельность
Хасанбегович работает научным сотрудником Института общественных наук имени Иво Пилара. Он — редактор научно-профессионального журнала «Пилар», член исполкома меджлиса загребской мусульманской громады, председатель Наблюдательного совета Почетного Бляйбургского взвода — организации, которая является главным организатором увековечивания памяти о Бляйбургской бойне, и сотрудник различных инициативных групп по определению жертв коммунистического террора. Предметом его научных интересов является отношение современной хорватской национальной идеологии, в частности Партии и ее современных ответвлений, к мусульманам Боснии и Герцеговины в течение XIX и XX веков. Хасанбегович исследовал мусульманскую составляющую хорватской буржуазной культуры до 1945 года и политически-партийные и религиозно-этнические отношения в Боснии и Герцеговине от австро-венгерского правления в Боснии и Герцеговине с 1878 до захвата власти коммунистами в 1940-х годах.

## Взгляды
Хасанбегович — единственный в правительстве мусульманин. Он — сторонник теории, которая рассматривает славян-мусульман Боснии и Герцеговины как исламизированных хорватов. Известен своей позицией в защиту человеческой жизни, активно отстаивает запрет абортов. Заявлениями о том, что католическая церковь — единственный государствообразующий институт хорватского народа, побудил левых попытаться заблокировать его назначения министром. Златко известный также идеей, что автохтонные мусульманские общины Европы должны быть союзниками католиков в обороне традиционных ценностей.
В юности он был членом ультраправой Хорватской чистой партии права, а в 2015 году вступил в правоцентристский Хорватский демократический союз. 8 мая 2015 во время шоу «Otvoreno» Хорватского радиотелевидения Хасанбегович заявил, что в основе хорватской конституции не антифашизм. «Хорватская война за независимость — единственная война в XX веке, из которой хорваты вышли настоящими победителями и единственная основа, на которой нужно строить Хорватию. Призраки и гоблины прошлого приведут постоянные распри и бесконечные дебаты. Антифашизм это не основа Хорватии, а банальность, которая не имеет никаких оснований в конституционном тексте, не упоминаясь нигде.» Заместитель спикера парламента и профессор конституционного права Роберт Подольняк от правящей партии Мост независимых списков, среди многих других, заявил, что антифашизм — это действительно основа Конституции Хорватии. Хасанбегович сказал, что его замечания об антифашизме были связаны с тоталитарным наследием Социалистической Федеративной Республики Югославии и титоизмом: «Все, кто злоупотребляет понятием антифашизма, которое может быть шатким, как это хорошо известно историкам, знают, что этому понятию могут приписываться разные значения. Сталин, Тито, Пол Пот, а также генерал США Паттон были антифашистами. Всем известно, что это были разные люди. Мы не говорим об абстрактном антифашизме, а о конкретном югославском коммунистическом тоталитарном наследстве.»

Когда 22 января 2016 года Хасанбегович был назначен министром культуры, часть широкой общественности, в основном работники культуры, выразили недовольство главным образом через его комментарии про антифашизм и отсутствие у него опыта в управлении культуры. Гражданская инициатива «Платформа 112» в день избрания нового правительства провела перед парламентом акцию протеста, призывая депутатов парламента голосовать против Кабинета Тихомира Орешковича из-за Хасанбеговича. Другие, такие как Хорватский Хельсинкский комитет, отклонили обвинения против нового министра как безосновательные. Хасанбегович сказал, что протест не опирался ни на какие факты, а базировался на выборочном использовании его различных заявлений. Он также отрицал, что когда-либо был членом Хорватского освободительного движения, основанного фашистским диктатором времен Второй мировой войны Анте Павеличем.

## Публикации
- "Muslims in Zagreb, 1878-1945"; Doba utemeljenja, Medžlis Islamske сообщества u Zagrebu-Institut društvenih znanosti Ivo Pilar, Zagreb, 2007.
- "Yugoslavian Muslim Organisation 1929-1941 (In War and Revolution 1941-1945)"; Bošnjačka nacionalna zajednica za Grad Zagreb i Zagrebačku županiju-* Institut društvenih znanosti Ivo Pilar-Medžlis Islamske сообщества u Zagrebu, Zagreb, 2012.
- Muslimani u Zagrebu 1878.-1945. Doba utemeljenja, Medžlis Islamske zajednice u Zagrebu-Institut društvenih znanosti Ivo Pilar, Zagreb, 2007. (knjiga)
- Jugoslavenska muslimanska organizacija 1929.-1941. (U ratu i revoluciji 1941.-1945.), Bošnjačka nacionalna zajednica za Grad Zagreb i Zagrebačku županiju-Institut društvenih znanosti Ivo Pilar-Medžlis Islamske zajednice u Zagrebu, Zagreb, 2012. (knjiga)
- Iz korespondencije Ademage Mešića uoči uspostave Banovine Hrvatske. Pismo Društva bosansko-hercegovačkih Hrvata u Zagrebu reis-ul-ulemi Fehimu Spahi i vrhbosanskom nadbiskupu Ivanu Šariću iz svibnja 1939., // Časopis za suvremenu povijest, sv. 40, br. 3, (2008.), str. 969.-998. (Hrčak) (izvorni znanstveni članak)
- Zagrebačka džamija: [turistička monografija], Turistička naklada, Zagreb, 2009. (suautor Senad Nanić)[22]
- Jugoslavenska muslimanska organizacija od uvođenja diktature kralja Aleksandra do Sarajevskih punktacija (1929.-1933.), // Pilar - časopis za društvene i humanističke studije, sv. V, br. 10(2), (2010.), str. 9.-44. (Hrčak) (izvorni znanstveni članak)
- (Tro)jedan narod. Bošnjaci, Muslimani i Hrvati muslimani u Hrvatskoj u popisima stanovništva 2001. i 2011. godine, // Društvena istraživanja: Journal for General Social Issues, sv. 23, br. 3, (2014.), str. 427.-448. (Hrčak) (suautor Nenad Pokos) (izvorni znanstveni članak)